# 花山院経定
花山院 経定（かさんのいん つねさだ）は、鎌倉時代後期の公卿。右大臣・花山院家定の次男。官位は正三位・権中納言。

## 経歴
以下、『公卿補任』、『尊卑分脈』の記事に従って記述する。
- 嘉元4年（1306年）6月12日、叙爵。
- 正和2年（1313年）8月7日、従五位上に昇叙。なお、前年に兄である良定が薨去している。同年11月7日、侍従に任ぜられる。
- 正和3年（1314年）1月5日、正五位下に昇叙。同年9月21日、少将を経ずに左中将に任ぜられた。
- 正和5年（1316年）1月5日、従四位下に昇叙。中将は元の如し。
- 文保元年（1317年）3月27日、陸奥介を兼ねる。
- 文保2年（1318年）1月5日、従四位上に昇叙。同年3月9日、春宮権亮を兼ね、4月1日には正四位下に昇叙。なお、同年8月には権大納言兼右大将であった父・家定が右大臣に任ぜられた。
- 元応元年（1319年）1月5日に父家定が従一位に叙せられ4月には右大臣を辞した。同年8月5日、参議に任ぜられ、10月21日には従三位に叙せられた。
- 元応2年（1320年）2月9日、讃岐権守を兼ねる。
- 元亨元年（1321年）3月11日、正三位に昇叙され、同年7月26日には権中納言に昇進。
- 元亨3年（1323年）6月15日、恐懼を受けたが、同月26日には出仕すべき許しを得た。
- 正中3年（1326年）1月29日、薨去。長男、次男と薨去した花山院家は家定の三男・長定が継ぐ事になった。

## 系譜
- 父：花山院家定（1283-1342）
- 母：六条有房の娘
- 妻：不詳
  - 男子：花山院経家